# Анна Болгарская
Анна Болгарская (болг. Анна Българска) — болгарская княжна IX—X века, дочь князя Болгарии Бориса I (852—889).

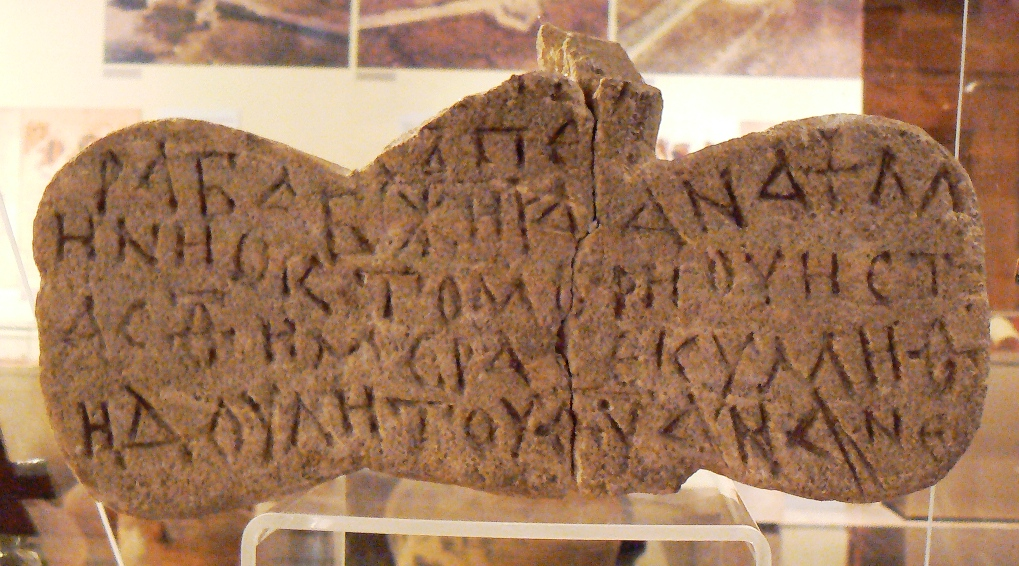
Надпись на надгробном кресте Анны Болгарской, хранящемся ныне в Национальном историческом музее в Софии.

Анна была вторым ребёнком Бориса и младшей из шести детей, рождённых от его второй супруги Марии. Внучка по отцу хана Пресиана. Сестра правителя (князя) Владимира-Расате (889—893), царя Симеона I (893—927), князей Гавраила и Якова и княжны Евпраксии.
Анна вышла замуж за тархана и придворного Симеона, влиятельной фигуры первого болгарского царства. Как и её старшая сестра Евпраксия, в конце жизни Анна стала монахиней в монастыре в первой болгарской столице Преславе.
На её надгробном кресте, обнаруженном археологами в 1965 году, имеется надпись на староболгарском и греческом языках «Почина раба Божиа Анна † През месец октомври в деветия ден почина раба Божия Анна», которая подтверждает, что она умерла монахиней 9 октября неуказанного года.
На оборотной стороне каменного креста изображена женская фигура в полный рост в свободно облегающей одежде, её руки, расставленные в стороны в направлении кресто-купольных церквей на каждой стороне, в правой руке она держит скипетр. На основе этого портрета, предполагают, что Анна была ктитором обеих церквей.